# Empoasca borowikae
Empoasca borowikae är en insektsart som beskrevs av Irena Dworakowska 1976. Empoasca borowikae ingår i släktet Empoasca och familjen dvärgstritar. Inga underarter finns listade i Catalogue of Life.